# 紀元前774年
紀元前774年（きげんぜん774ねん）は、西暦による年。

## 他の紀年法
- 干支 : 丁卯
- 中国
  - 周 - 幽王8年
  - 魯 - 孝公33年
  - 斉 - 荘公贖21年
  - 晋 - 文侯7年
  - 秦 - 襄公4年
  - 楚 - 若敖17年
  - 宋 - 戴公26年
  - 衛 - 武公39年
  - 陳 - 平公4年
  - 蔡 - 釐侯36年
  - 曹 - 恵伯22年
  - 鄭 - 桓公33年
  - 燕 - 頃侯17年
- 朝鮮
  - 檀紀1560年
- ユダヤ暦 : 2987年 - 2988年

## できごと

### 中国
- 鄭の桓公が周の司徒に任じられた。
- 周の幽王は申后と太子宜臼を廃位し、褒姒の子の伯服（中国語版）を太子に立てた。